# لوري ماي
لوري ماي (بالإنجليزية: Lori Mai)‏ هي مغنية أمريكية، ولدت في 16 أكتوبر 1977 في دالاس في الولايات المتحدة، وتوفيت في 16 سبتمبر 2009 في ميشن في الولايات المتحدة.

## وصلات خارجية
- الموقع الرسمي